# Pandharpur (Solapur)
Pandharpur è una città dell'India di 91.381 abitanti, situata nel distretto di Solapur, nello stato federato del Maharashtra. In base al numero di abitanti la città rientra nella classe II (da 50.000 a 99.999 persone).

## Geografia fisica
La città è situata a 17° 41' 39 N e 75° 19' 49 E.

## Società

### Evoluzione demografica
Al censimento del 2001 la popolazione di Pandharpur assommava a 91.381 persone, delle quali 47.253 maschi e 44.128 femmine. I bambini di età inferiore o uguale ai sei anni assommavano a 11.316, dei quali 6.037 maschi e 5.279 femmine. Infine, coloro che erano in grado di saper almeno leggere e scrivere erano 65.323, dei quali 36.957 maschi e 28.366 femmine.